# Mi Patria es Primero, Guerrero
Mi Patria es Primero är en ort i Mexiko.   Den ligger i kommunen Atlamajalcingo del Monte och delstaten Guerrero, i den sydöstra delen av landet, 240 km söder om huvudstaden Mexico City. Mi Patria es Primero ligger 1 890 meter över havet och antalet invånare är 129.
Terrängen runt Mi Patria es Primero är kuperad västerut, men österut är den bergig. Runt Mi Patria es Primero är det ganska tätbefolkat, med 65 invånare per kvadratkilometer. Närmaste större samhälle är Malinaltepec, 13,9 km sydväst om Mi Patria es Primero. I omgivningarna runt Mi Patria es Primero växer huvudsakligen savannskog.